# Karl Lorberg
Karl Lorberg  (* 11. August 1891 in Moringen; † 19. Mai 1972 auf Gut Wickstadt) war ein deutscher Landwirt und Politiker (CDU).

## Leben und Beruf
Nach dem Besuch der Volksschule und des Gymnasiums in Northeim absolvierte Lorberg eine landwirtschaftliche Ausbildung und übernahm ab 1918 die Bewirtschaftung des Hofgutes Wickstadt.
Von 1945 bis 1947 bekleidete er das Amt des Präsidenten der Landwirtschaftskammer Hessen-Nassau in Frankfurt am Main, von 1947 bis 1968 war er Präsident der Deutschen Landwirtschafts-Gesellschaft und von 1952 bis 1972 Vorsitzender der Versuchs- und Lehranstalt für Spirituosenfabrikation und Fermentationstechnologie in Berlin.

## Partei
Lorberg trat nach dem Zweiten Weltkrieg der CDU bei.

## Öffentliche Ämter
Lorberg amtierte vom 6. Januar 1947 bis 9. November 1949 als hessischer Staatsminister für Landwirtschaft, Ernährung und Forstwirtschaft in der von Ministerpräsident Christian Stock geführten Landesregierung.

## Auszeichnungen
- Lorberg wurde von der landwirtschaftlichen Fakultät der Georg-August-Universität Göttingen die Ehrendoktorwürde verliehen.
- 1952 erhielt er das Große Verdienstkreuz der Bundesrepublik Deutschland.
- 1961 erhielt er das Große Verdienstkreuz mit Stern der Bundesrepublik Deutschland.
- 1961 erhielt er die Große Goldene Delbrück-Denkmünze.
- 1962 wurde die Lorberg-Bibliothek des Instituts für Gärungsgewerbe in Berlin nach ihm benannt.[2]
- 1966 erhielt er das Große Verdienstkreuz mit Stern und Schulterband der Bundesrepublik Deutschland.

## Weblink
- Lorberg, Karl Friedrich Ludwig. Hessische Biografie. (Stand: 19. Mai 2024). In: Landesgeschichtliches Informationssystem Hessen (LAGIS).